# Commelina sphaerorrhizoma
Commelina sphaerorrhizoma är en himmelsblomsväxtart som beskrevs av Robert Bruce Faden och Layton. Commelina sphaerorrhizoma ingår i släktet himmelsblommor, och familjen himmelsblomsväxter. Inga underarter finns listade.